# Llista de monuments de Llardecans
Llista de monuments inclosos en l'Inventari del Patrimoni Arquitectònic Català per al municipi de Llardecans (Segrià). Inclou els inscrits en el Registre de Béns Culturals d'Interès Nacional (BCIN) amb la classificació de monuments històrics, els Béns Culturals d'Interès Local (BCIL) de caràcter immoble i la resta de béns arquitectònics integrants del patrimoni cultural català.
| Monument                                           | Protecció   | Estil/època                | Localització                                 | Coordenades                                          | Codi?         | Imatge |
| -------------------------------------------------- | ----------- | -------------------------- | -------------------------------------------- | ---------------------------------------------------- | ------------- | --- |
| Murs de l'antic clos murat i castell de Llardecans | BCIN 973-MH | XIII                       | Llardecans Nord-oest de Llardecans           | 41° 22′ 32″ N, 0° 32′ 59″ E / 41.375515°N,0.549726°E | RI-51-0006372 | Carregueu una nova foto d'aquest monument                                                                                       |
| Adar, o poblat d'Adar                              | BCIN 974-MH | XIV, XVIII                 | Llardecans Camí de Llardecans a Aitona, Adar | 41° 25′ 25″ N, 0° 30′ 00″ E / 41.423518°N,0.499927°E | RI-51-0006373 | Adar (Llardecans) · Vegeu més fotos d'aquest monument · Carregueu una nova foto d'aquest monument                               |
| Església parroquial de Santa Maria                 | BCIL 2012   | Barroc XVIII               | Llardecans C. Viladosa, 2                    | 41° 22′ 31″ N, 0° 33′ 01″ E / 41.375369°N,0.550263°E | IPA-14251     | Església parroquial de Santa Maria (Llardecans) · Vegeu més fotos d'aquest monument · Carregueu una nova foto d'aquest monument |
| Ermita de Loreto                                   | BCIL 2012   | Obra popular XX            | Llardecans C. Loreto, 14                     | 41° 22′ 29″ N, 0° 32′ 56″ E / 41.374690°N,0.548836°E | IPA-14252     | Ermita de Loreto (Llardecans) · Vegeu més fotos d'aquest monument · Carregueu una nova foto d'aquest monument                   |
| Habitatge al carrer Lleida, 1                      |             | Obra popular XVII          | Llardecans C. Lleida, 1                      | 41° 22′ 30″ N, 0° 32′ 57″ E / 41.374963°N,0.549292°E | IPA-14253     | Carregueu una nova foto d'aquest monument                                                                                       |
| Casa al carrer de la Presó, 3                      |             | Obra popular XVIII         | Llardecans C. de la Presó - Sant Isidre, 3   | 41° 22′ 29″ N, 0° 32′ 58″ E / 41.374837°N,0.549488°E | IPA-14254     | Carregueu una nova foto d'aquest monument                                                                                       |
| Casa al carrer Major, 15                           |             | Obra popular XVI           | Llardecans C. Major, 15                      | 41° 22′ 28″ N, 0° 33′ 01″ E / 41.37451°N,0.55040°E   | IPA-14553     | Carregueu una nova foto d'aquest monument                                                                                       |
| Casa Cebrià                                        |             | Obra popular XIX           | Llardecans Pl. dels Arbres, 13               | 41° 22′ 26″ N, 0° 32′ 58″ E / 41.373918°N,0.549582°E | IPA-14554     | Carregueu una nova foto d'aquest monument                                                                                       |
| Casa Miarnau                                       |             | Obra popular XIX           | Llardecans C. Major, 5                       | 41° 22′ 29″ N, 0° 33′ 01″ E / 41.374779°N,0.550387°E | IPA-14555     | Carregueu una nova foto d'aquest monument                                                                                       |
| Casa Cornadó                                       |             | Obra popular XIX           | Llardecans C. Major, 18                      | 41° 22′ 28″ N, 0° 33′ 01″ E / 41.374449°N,0.550226°E | IPA-14556     | Carregueu una nova foto d'aquest monument                                                                                       |
| Casal a la plaça de la Constitució, 1              |             | Obra popular XVI           | Llardecans Pl. de la Constitució, 1          | 41° 22′ 31″ N, 0° 33′ 00″ E / 41.375209°N,0.549944°E | IPA-14557     | Carregueu una nova foto d'aquest monument                                                                                       |
| Ca l'Apotecari, o Cal Potecari                     |             | Obra popular XVII          | Llardecans Pl. Loreto, 11                    | 41° 22′ 28″ N, 0° 32′ 58″ E / 41.374480°N,0.549325°E | IPA-14558     | Carregueu una nova foto d'aquest monument                                                                                       |
| Ca la Bernarda                                     |             | Obra popular, barroc XVIII | Llardecans Pl. Loreto, 13                    | 41° 22′ 28″ N, 0° 32′ 57″ E / 41.374500°N,0.549127°E | IPA-14559     | Carregueu una nova foto d'aquest monument                                                                                       |
| Farmàcia Tomàs Piñol                               | BCIL 2006   | XIX Mitjan                 | Llardecans C. del Vall, 12                   | 41° 22′ 28″ N, 0° 33′ 03″ E / 41.374431°N,0.550846°E | IPA-34308     | Carregueu una nova foto d'aquest monument                                                                                       |
| Molí fariner dels Horts                            |             | Obra popular XIX-XX        | Llardecans Vall dels Horts                   |                                                      | IPA-43494     | Carregueu una nova foto d'aquest monument                                                                                       |
| Sínia dels Horts                                   |             | Obra popular XIX-XX        | Llardecans Vall dels Horts                   |                                                      | IPA-43495     | Carregueu una nova foto d'aquest monument                                                                                       |
| La Teuleria                                        |             | Obra popular               | Llardecans Ctra. C-12 km 109                 |                                                      | IPA-49087     | Carregueu una nova foto d'aquest monument                                                                                       |